# Pavel Branko
Pavel Branko nebo Pavol Branko (27. dubna 1921 Terst – 17. srpna 2020) byl slovenský filmový kritik, publicista, překladatel, teoretik dokumentárního filmu, historik a novinář. Patří k významným osobnostem moderní slovenské kultury a je autorem řady publikací z oblasti slovenské kinematografie. Jako první na Slovensku se začal systematicky zabývat teorií non-fiction filmu.
Ocenění se mu dostalo až po pádu socialismu. Jeho ženou byla Emília Branková.

## Život a zaměstnání

### Mládí a časná kariéra
Pavel Branko se narodil na palubě francouzské lodi, která měla namířeno do italského města Terst. Jeho otec byl židovského původu, byl ale pokřtěn. Matka byla Ruska a mezi jejími předky se najdou Němci, Rusové i Češi. Pavel byl nejstarší ze čtyř dětí; měl sestry Máriu a Annu a o sedm let mladšího bratra Petera. Dětství strávil v Hačavě. V roce 1931 se rodina přestěhovala do okrajové části Bratislavy, do Trnávky. V letech 1932 až 1940 studoval reálné gymnázium v Bratislavě. Po maturitě začal studovat Slovenskou vysokou školu technickou, studijní obor strojírenství. Po dvou semestrech musel studium kvůli otcově židovské příslušnosti ukončit. Do léta roku 1942 vystřídal tři krátkodobá zaměstnání.

### Politická aktivita a uvěznění
V roce 1939 se Pavel Branko připojil k ilegální Komunistické straně, v té době nejsilnější protifašistické síle na Slovensku.
Jeho politická aktivita skončila v červnu 1942, kdy byl společně s dalšími čtyřmi členy strany zatčen. Krátce po zatčení byl odsouzen k trestu smrti.
V letech 1942 až 1945 byl jako politický vězeň vězněn v Bratislavě, Nitře a Leopoldově. V únoru 1945 byl spolu s ostatními odsouzenými přesunut do koncentračního tábora Mauthausen.

### Literární překlady, filmová kritika a recenze
Po osvobození od roku 1945 až 1948 byl Branko nezávislým překladatelem, překládal fikční literaturu a filozofickou non-fikci z angličtiny, ruštiny a němčiny. Později začal psát filmové recenze a stal se respektovaným nezávislým filmovým kritikem.
Mezi lety 1948 a 1958 byly jeho filmové recenze publikovány v mnoha periodikách, jako jsou např. Kultúrny život, Pravda, Práca, Náš film, Slovenské pohľady, Smena, Ľudovýchova, Slovenská reč, Pod zástavou socializmu, Svet socializmu.
V roce 1952 rezignoval na práci filmového recenzenta a kritika a s manželkou Marií se přestěhoval do opuštěné chaty ve Vysokých Tatrách, kde se věnoval překladům knih.
V roce 1956, po uvolnění poměrů, se vrátil do Bratislavy, kde pracoval jako redaktor nově založeného filmového čtrnáctideníku Film a divadlo. Mimo jiné se specializoval i na dokumentární film. Pravidelně navštěvoval krátkometrážní filmové festivaly v Karlových Varech, Oberhausenu, Lipsku a Krakově (příležitostně i jako člen poroty) a také filmový festival v jugoslávské Pule. V 50., 60. a počátkem 70. let publikoval recenze, kritiky a eseje převážně ve slovenském a anglickém jazyce. V těchto třech desetiletích přispíval filmovými kritikami do těchto slovenských periodik: Čítanie o ZSSR, Film a divadlo, Kultúrny život, Ľudovýchova, Mladá tvorba, Národná obroda, Nové slovo, Práca, Pravda, Predvoj, Príroda a spoločnosť, Rodina a škola, Slovenský rozhlas, Slovenka, Slovenská reč, Slovenské pohľady, Slovenský jazyk a literatúra, Smena, Svet socializmu, Učiteľské noviny, Új szó, Umelecké slovo, Televízia, Večerník a Život. Publikoval také v českých periodikách Czechoslovak Life, Divadelní a filmové noviny, Estetika, Film a doba, Filmové a televizní noviny, Reportér, Rudé právo, Plamen a Tvorba.
Příležitostně publikoval v zahraničních periodikách Les Lettres Françaises (Francie); Telegram (Jugoslávie, Záhřeb); Deutsche Filmkunst (Německá demokratická republika); Ekran Warszawski, Film polski, Kamera (Polsko); Filmspiegel (SRN); Filmrutan (Švédsko) a Iskusstvo kino, Sovetskij ekran (SSSR).
Od roku 1968 vedl scenáristicko-dramaturgický kurz na Vysoké škole múzických umění v Bratislavě. Ještě v létě téhož roku se stal členem delegace slovenských filmařů a kritiků, kteří navštívili západoněmecké město Bochum, kde promítli nonkonformní slovenské filmy včetně takových jako Zbehovia a pútnici Juraje Jakubiska a diskutovali o nich.
I jako vysoce respektovaný filmový kritik a publicista se věnoval literárním překladům. V roce 1967 obdržel čestnou cena SÚKK a SV ČSSP za překlad knihy Maxima Gorkého Život Klima Samgina (Жизнь Клима Самгина).

### Černá listina
V roce 1970 se Pavel Branko vzdal postu hlavního redaktora čtrnáctideníku Film a divadlo. Krátce nato byl rok zaměstnán jako vědecký pracovník Slovenského filmového ústavu (SFÚ). Byly to přesně dva roky před jeho oficiálním zařazením na černou listinu jako filmový publicista a překladatel. V roce 1973, jako 52letý, byl nucen natrvalo odejít do důchodu. V tomto roce se rozvedl se svou první ženou Marií. O šest let později uzavřel manželský svazek s Emilií.
Jako filmový kritik byl zařazen na černou listinu po celou dobu normalizace (1972–1989) a jako překladatel od roku 1972 do roku 1978. V letech 1972–1976 příležitostně publikoval filmové eseje na nekontroverzní témata. Jeho přátelé a kolegové souhlasili, aby eseje publikoval pod jejich jmény.

### Od roku 1989
Mezi lety 1990 a 2007 Pavel Branko publikoval filmové kritiky v několika periodikách, jako jsou Dialóg, Film a doba, Film.sk, Filmová revue, Kino-Ikon, Kultúrny život, Mosty, Nové slovo, Pravda, Rádio Slobodná Európa a Sme.

## Autorský styl a jazyk Pavla Branka
Autorský styl Pavla Branka je v mnoha ohledech originální. Originální ve smyslu jeho přístupu, kdy se ve svých filmových recenzích zda kritikách až cíleně vyhýbal a vyhýbá klišovitým vyjádřením a generalizujícím frázím. Téměř každý jeho text je obohacen o slovo, které se v daném období nepoužívalo, respektive bylo v tomto období již archaickým pojmenováním. Občas se v jeho textech nacházejí i nově vytvořená (neologismy) nebo velmi zřídka používaná slova jako: techminimum, slovgličtina, doslovistický atd.
Martin Šmatlák o jeho jazyce napsal: 
„Jazyk v jeho textoch nepoužíva ako neutrálny komunikačný nástroj, ale ako vycibrený a neustále kultivovaný prostriedok na vyjadrenie poznaného. Často aj s emotívnym zafarbením cez vydarenú metaforu alebo s hravou štylizáciou. Svojím narodením pristál vo viacjazyčnom Terste, materčinou mu bola ruština, v detstve ho obklopovala nemčina i maďarčina a v dospelosti prekladal okrem ruštiny aj z nemčiny a z angličtiny. K slovenčine však stále pristupuje s radostnou tvorivosťou a s úprimnou starostlivosťou o dôkladnú písanú i ústnu hygienu tohto jazyka.“ 

## Ocenění a čestná uznání
- V roce 1997 získal Čestný doktorát Vysoké školy múzických umění (VŠMU).
- 2000: Prémia Slovenského filmového zväzu, Únie slovenských televíznych tvorcov a Literárneho fondu SR za Straty a nálezy 1948–1998
- 2000: Cena slovenskej filmovej kritiky za publikaci Straty a nálezy 1948–1998
- 2000: cena Zlatá kamera na MFF Art Film Fest a pamětní listina předsedy vlády k udělení Zlaté kamery
- 2006: Cena literárního časopisu Romboid za jazykové eseje Úklady jazyka
- 2007: cena Slnko v sieti za celoživotní dílo věnované filmu
- 2011: Cena ministra kultúry SR za rok 2010 (za celoživotní mimořádně významné působení a publikační činnost v oblasti teorie a kritiky dokumentárního filmu)
- 2011: několik ocenění za paměti Proti prúdu
- 2012: při udělování Cen Egona Ervina Kische za literaturu faktu získal čestné uznání; pod záštitou AOSS (Asociácie organizácií spisovateľov Slovenska) v KALF (Klub autorov literatúry faktu)
- 2012: Tvorivá prémia SFZ, ÚSTV, LF
- 2012: Cena Slovenských filmových novinárov
- 2015: propůjčen Pribinův kříž II. třídy (Pribinov kríž); předal prezident Slovenské republiky Andrej Kiska
- 2016:	Cena Romana Kaliského
- 2017: PEN-klub, čestné členství

## Dva dokumentární filmy o Pavlovi Brankovi
V roce 2009 natočila dokumentaristka Zuzana Piussi dlouhometrážní dokumentární film o „nestorovi slovenské filmové kritiky“ Pavlovi Brankovi nesoucí název Hrdina našej doby. Název dokumentu odkazuje na stejnojmennou novelu Michaila Lermontovova, která pojednává o jakémsi „zbytečném člověku“, za kterého se ironicky považoval i sám Pavel Branko.
V roce 2010 natočil Jaro Rihák o Brankovi krátkometrážní portrét pro televizní pořad GEN.sk (Galerie elity národa.sk).

## Audio
Osudy Pavla Branka. Připravila Alena Zemančíková, technická spolupráce Ladislav Reich. In: Český rozhlas Vltava [online]. 2009. Dostupné z: https://vltava.rozhlas.cz/cely-zivot-byl-soliterem-a-individualistou-filmovy-kritik-pavel-branko-a-jeho-8187594

## Dílo
výběr

### Knihy
- Pavel Branko. Straty a nálezy I, 1948–1998. Bratislava: Filmová a televízna fakulta VŠMU, Národné centrum pre audiovizuálne umenie, 1999. 225 s. ISBN 80-85182-52-1. (Filmové recenze publikované mezi lety 1948 a 1998 ve filmových časopisech a slovenských denících.)
- Pavel Branko. Straty a nálezy II, 1963–2005. Bratislava: FOTOFO, FTF VŠMU, Slovenský filmový ústav, 2005. 260 s. ISBN 80-85187-44-2.
- Pavel Branko. Straty a nálezy III, 1963–2007. Bratislava: FOTOFO, FTF VŠMU, SFÚ, 2007. 294 s. ISBN 978-80-85187-48-9.
- Pavel Branko. Mikrodramaturgia dokumentarizmu. Bratislava: Slovenský filmový ústav, 1991, 95 s. ISBN 80-85187-00-0. (Teoretické úvahy.)
- Pavel Branko. Proti prúdu. Bratislava: Marenčin PT/SFÚ, 2011. 219 s. ISBN 978-80-8114066-2, ISBN 978-80-8518759-5. (Autobiografie.)
- Pavel Branko. Úklady jazyka. Dunajská Streda: Milanium, 2014. ISBN 978-80-89178-54-4.
- Pavel Branko. Úskalia a slasti jazyka. Dunajská Streda: Milanium, 2015. ISBN 978-80-89178-63-6.
- Pavel Branko. Úlety a istoty jazyka. Dunajská Streda: Milanium, 2018. ISBN 978-80-89178-71-1.
- Pavel Branko a Iris Kopcsayová. Ráno sa zobudím a nie som mŕtvy: rozhovory o bohu, sexe, filme, smrti. Bratislava: Marenčin PT, 2017. ISBN 978-80-8114-737-1.

### Příspěvky v periodikách
- Série příspěvků publikovaných v rubrice „Úklady jazyka alebo slovgličtina“ slovenského literárněkritického měsíčníku Romboid. 2006, roč. 41. ISSN 0231-6714.

### Překlady
- Maxim Gorkij. Klim Samgin I-II. Z ruského originálu přeložil a studii napsal Pavel Branko. Bratislava: Tatran, 1967. Zv. 1, 989 s., zv. 2, 801 s.
- Alexej Tolstoj. Krížová cesta (trilógia: I-III). Z ruského originálu přeložil Pavel Branko, studii napsal Ivan Slimák, ilustroval Ľudovít Ilečko. Bratislava: SVKL, 1956. 944 s. (Druhé vydání 1960, třetí vydání 1965.)
- Othar Čiladze. Kam ideš, človek... Přeložil Pavel Branko. Bratislava: Tatran, 1985. 531 s.
- Jack London. Volanie divočiny; Biely Tesák; Morský vlk. Úvodní studie Viktor Krupa, z angl. originálu přeložil Pavel Branko. Bratislava: Tatran, 1979. 508 s.
- Jack London. Elam Ohnivák. Přeložil Pavel Branko. Železná päta. Přeložil Štefan Kýška. Bratislava: Tatran, 1980.
- Bertolt Brecht. Rozhovory utečencov. Přeložil Pavel Branko. In: Revue svetovej literatúry. 1990, zv. 26, č. 6, s. 136–147.